# Zlobin
 Zlobin   (olaszul: Slobino) falu Horvátországban, Tengermellék-Hegyvidék megyében. Közigazgatásilag Bakarhoz tartozik.

## Fekvése
Fiume központjától 18 km-re, községközpontjától 10 km-re délkeletre a Tengermelléken fekszik.

## Története
A település neve 1403-ban bukkan fel először amikor Andrija Ševatić bíró a saját és az az évben a török elleni harcokban elhunyt fia lelki üdvére a hreljini egyháznak adományozza a Zlobin alatti Črni kaszálót. Zlobin ebben az időben valószínűleg még nem volt állandóan lakott hely, területén Hreljin és a környező falvak pásztorainak és parasztjainak kis nyári kunyhói álltak. Zlobin nevének eredetéről két, a nép ajkán elterjedt elképzelés is szól. Az első lehetséges magyarázat szerint ezen a dombok közötti tájon a nagy havazások, az erős szél és az egyáltalán nem kedvező időjárási viszonyik teljesen elütöttek a közeli tengermelléki települések sokkal kellemesebb klímájától. A település ez alapján a zord klíma alapján kaphatta a nevét abban az időben amikor még nem volt állandó lakossága. A horvát "zlo" ugyanis rosszat jelent. A másik, kevéssé valószínű magyarázat szerint a falu területén olyan embereket telepítettek le, akik valami bűntettet, vagy kihágást követtek el és büntetésből kellett itt élniük. Ők alapították volna a települést. Ez utóbbi magyarázat azért nem valószínű, mert a név sokkal előbb keletkezett, minthogy itt állandó település lett volna. Az anyakönyvek szerint a falu nevét az első időkben még Zlobinjnak írták.
Zlobin még a 17. és 18. század fordulóján kelt hreljini urbárium szerint sem volt állandóan lakott hely. Hreljin, Šmrika, Dol és más közeli falvak jobbágyainak nyári szállásai voltak itt. A falu első állandó lakosai a Karolina út építése idején telepdtek itt meg. Az út építése 1726-ban kezdődött és 1732-ben indult meg itt a forgalom, így település alapítását is ettől az évtől számítják. A hreljini uradalom korabeli iratai között már számos olyan családnév is szerepel, akik a mai napig is itt élnek. Az első építmény, mely még a Karolina út építése kezdetén épült a településen egy közkút volt, melyet a környező falvak jobbágyai építettek. Az út elkészülte után a hatóságok megkezdték a jobbágyok letelepítését az út mentén. Ennek egyik fő oka az volt, hogy abban az időben a rablások nagyon elterjedtek az utak mentén és az állandó lakosság némi biztonságot jelentett, mivel az útonállók kerülték a támadásokat a lakott helyeken. A másik fontos ok az volt, hogy az utazóknak és utasoknak szükségük volt különféle szolgáltatásokra, ételre, italra, szállásra, bognárra, patkolókovácsra stb. A tengermelléki lakosság ugyanakkor nem nagyon lelkesedett a vad és járhatatlan, hegyi, erdei területeken történő letelepedésért, ezért uraik különféle kiváltságokkal, a jobbágy státus megszüntetésével, az erdőirtás fejében történt birtokadományozással próbálták rávenni őket a letelepedésre. Zlobin területe sem népesült be egyszerre, a lakosság csak fokozatosan telepedett le itt. Az első házak a meglevő közkút körül épültek, mivel mindenkinek a víz jelentette a fejlődés kulcsát, de még 1779-ben is csak 12 ház állt a településen. Az 1786-tól vezetett első anyakönyvekben megtalálhatók az ősi lakosság vezetéknevei, a Baretić, Blažina, Kružić, Marohnić, Paškvan, Polić, Ružić,  Šporer, Šubat, Tadej, Vidas és Vukonić családok. Ez a tizenkét vezetéknév pontosan megfelel az akkori házak számának. Közülük néhánynak a leszármazottai ma is a településen élnek.
A plébánia feljegyzései szerint 1830-ban 31 ház állt itt, ami körülbelül száz lakost jelentett. Ugyanebben az időben építették fel a falu első kápolnáját is, melyet Keresztelő Szent János tiszteletére szenteltek és a mai plébániatemplom helyén állt és a hrejini plébánia filiája volt. A településnek 1857-ben 625, 1910-ben 642 lakosa volt. 1920 előtt Modrus-Fiume vármegye Sušaki járásához tartozott. 2002-ben kiépítették a vízvezetéket, ezzel megszűnt a településen örök gondot jelentő vízellátási probléma. 2011-ben a falunak 316 lakosa volt. Többségük nyugdíjas, ezért a településen nyugdíjas klub működöik. Zlobinnak ezen kívül kultúrháza, boltja, húsboltja, vendéglője, tűzoltószerháza, iskolája, vasútállomása és orvosi rendelője is van.

## Lakosság
| Lakosság változása | Lakosság változása | Lakosság változása | Lakosság változása | Lakosság változása | Lakosság változása | Lakosság változása | Lakosság változása | Lakosság változása | Lakosság változása | Lakosság változása | Lakosság változása | Lakosság változása | Lakosság változása | Lakosság változása | Lakosság változása |
| ------------------ | ------------------ | ------------------ | ------------------ | ------------------ | ------------------ | ------------------ | ------------------ | ------------------ | ------------------ | ------------------ | ------------------ | ------------------ | ------------------ | ------------------ | ------------------ |
| 1857               | 1869               | 1880               | 1890               | 1900               | 1910               | 1921               | 1931               | 1948               | 1953               | 1961               | 1971               | 1981               | 1991               | 2001               | 2011               |
| 625                | 577                | 575                | 594                | 638                | 642                | 615                | 564                | 496                | 493                | 505                | 486                | 410                | 319                | 290                | 316                |

## Nevezetességei
Keresztelő Szent János tiszteletére szentelt plébániatemploma a diadalíven látható felirat szerint 1850-ben épült. Egyhajós épület félköríves szentéllyel. Harangtornya a homlokzat előtt áll, rajta keresztül van a templom bejárata, mely felett óra látható. Fehér oltárépítményét 1927-ben Rude Marković sušaki mester készítette. A főoltár képén Keresztelő Szent János látható, amint Jézust megkereszteli. Két oldalán Szent Péter és Szent Pál apostolok szobrai. Nagyon érdekes a templom jászola, mely részben a templom kicsinyített másában van elhelyezve.